# Nikolaj Ivanovič Pirogov
Nikolaj Ivanovič Pirogov, in russo Николай Иванович Пирогов? (Mosca, 25 novembre 1810 – Vinnycja, 5 dicembre 1881), è stato un medico, scienziato, pedagogo, anatomista, inventore ed imbalsamatore russo.
Considerato il fondatore della medicina militare, è stato il primo chirurgo ad utilizzare gli eteri come anestetici in un'operazione di campo (1847). Ha inventato diversi tipi di operazioni chirurgiche e sviluppato una propria tecnica di utilizzo di calchi in gesso per il trattamento di fratture delle ossa. Il suo nome è uno dei più ampiamente conosciuti nella storia medica russa ed è considerato un eroe nazionale. È stato membro dell'Accademia russa delle scienze.

## Biografia
Figlio di un importante commissario di servizio che morì nel 1824 lasciando la sua famiglia in condizioni di indigenza, con l'aiuto del medico di famiglia, Efrem Muchin, che era professore di anatomia e fisiologia presso l'Università Statale di Mosca, riuscì ad entrare nell'università moscovita a soli 14 anni.
Pirogov completò i suoi studi nel 1828 e decise di specializzarsi come un chirurgo.
Andò a studiare a Dorpat, ricevendo il dottorato nel 1832 con una tesi sulla legatura della aorta ventrale, il cosiddetto triangolo di Pirogov. In seguito si spostò in Germania, in visita all'Università di Berlino e dell'Università di Gottinga, e divenne professore presso l'Università tedesca di Dorpat nel 1836, all'età di soli 25 anni. Si trasferì nel 1840 presso l'Accademia di medicina militare a San Pietroburgo. Fu il primo ad usare l'etere come anestetico nel 1847, e a studiare il colera del 1848. Compilò il suo famoso atlante anatomico, anatomia topografica del corpo umano (vol. 1-4, 1851-1854). Per i suoi studi vinse il Premio Demidov nel 1844, 1851 e 1860.
Lavorò come chirurgo militare nella guerra di Crimea, arrivando a Simferopoli l'11 dicembre 1854. Seguì il lavoro di Louis Seutin nell'introduzione dei calchi in gesso per la composizione delle fratture ossee, e sviluppò un nuovo metodo osteoplastico per l'amputazione del piede, conosciuto come l'"amputazione Pirogov". Fu anche il primo ad utilizzare l'anestesia in campo, in particolare durante l'assedio di Sebastopoli. Incoraggiò la formazione di gruppi di donne volontarie come un corpo organizzato di infermieri, la Chrestovozviženska dalla granduchessa Elena Pavlovna, riecheggiando gli sforzi compiuti da Florence Nightingale per gli inglesi. Per le sue opere in Crimea, egli è considerato il padre della chirurgia militare.
Tornato a San Pietroburgo dopo la fine della guerra nel 1856, si ritirò dal mondo accademico e si dedicò alla scrittura di opere pedagogiche sostenendo l'educazione dei poveri, degli stranieri e delle donne. Nel 1861 si ritirò nella sua tenuta di Višnja, nel centro dell'Ucraina: qui istituì una clinica per i contadini. Fu nominato provveditore agli studi di Odessa e poi di Kiev. Ma per le sue idee progressiste venne rimosso dall'incarico e mandato all'estero nel 1862 per 4 anni a guida di un gruppo di specializzandi.
Il 28 agosto 1862 Pirogov curò Giuseppe Garibaldi, ferito al piede sull'Aspromonte. Visitò i campi di battaglia e gli ospedali da campo della guerra franco-prussiana del 1870, come rappresentante della Croce Rossa russa, e fu ancora una volta un chirurgo di campo nella guerra russo-turca nel 1877.
Fece ritorno in Ucraina, ma ben presto le sue cattive condizioni di salute gli impedirono di lavorare. Nell'inverno del 1881 gli comparve un'ulcera sul palato. Pochi mesi dopo morì. Il suo corpo è stato sottoposto a tecniche di imbalsamazione da lui stesso sviluppate, ed attualmente riposa nella cripta di una chiesa a Vinnycja, in Ucraina.

## Riconoscimenti e tributi
- Il regista Grigorij Michajlovič Kozincev nel 1947 ha realizzato il film biografico Pirogov.
- In onore di Pirogov sono stati intitolati gli ospedali di Sofia e Łódź e l'asteroide 2506 Pirogov.
- Nella città di Vinnycja, nella sua tenuta e l'ex clinica, Villa Ciliegia, esiste il Museo Pirogov.

## Opere
- Chirurgičeskaja anatomija arterial´nych stvolov i fascij ("Anatomia chirurgica dei tronchi arteriosi e delle fasce"), 1837-38
- Načala obščej voenno-polevoj chirurgii ("Principî generali di chirurgia di guerra"), 2 voll., 1864-66
- Voprosy žizni ("Problemi di vita") 1856
- Patologičeskaja anatomija aziatskoj cholery ("Anatomia patologica del colera asiatico"), 1849
- Diario, postumo